# Drangsal (Musiker)
Drangsal (bürgerlich Max Gruber, * 4. August 1993 in Kandel) ist ein deutscher Sänger, Songschreiber, Multiinstrumentalist und Schriftsteller. Seine Musik zeigt Einflüsse aus verschiedenen Genres, unter anderem New Wave, Post-Punk und Indie-Pop.

## Leben

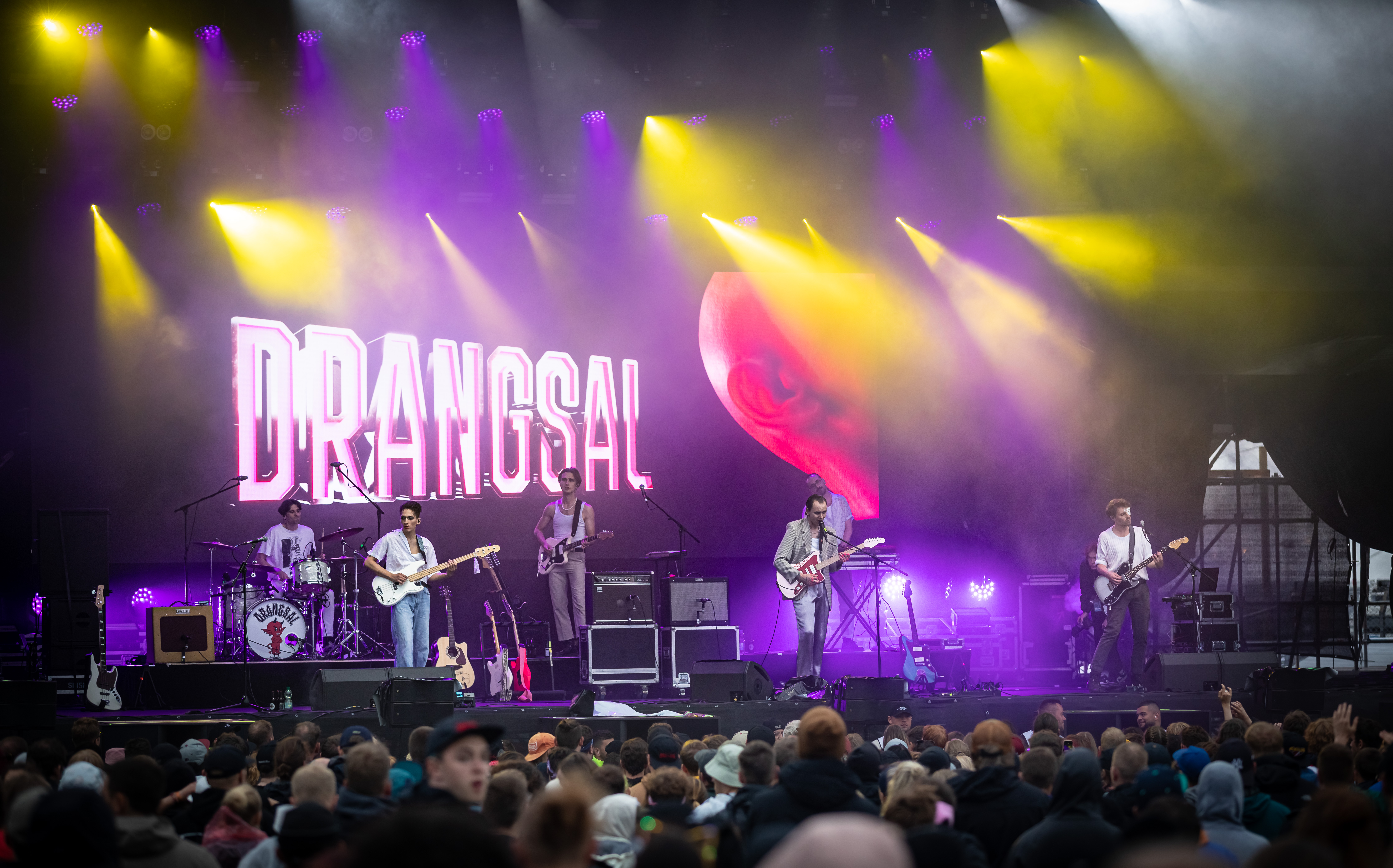
Drangsal live bei Rock am Ring 2022

Max Gruber wuchs zusammen mit seiner älteren Schwester in Herxheim bei Landau/Pfalz auf. Als er acht Jahre alt war, bekam er ein Schlagzeug. Das Spielen sämtlicher Instrumente brachte er sich autodidaktisch bei. Gruber ist eng mit der Band Sizarr befreundet, die aus dem von Herxheim nicht weit entfernten Landau stammt und durch die er auch seinen künftigen Produzenten Markus Ganter kennenlernte. Ein Studium der Anglistik und Amerikanistik brach er nach wenigen Wochen ab. Mit 18 Jahren zog Gruber nach Berlin, fühlte sich aber von der Größe der Stadt überfordert und zog mit dem Sizarr-Sänger Fabian Altstötter für ein Jahr nach Leipzig.
Der Künstlername Drangsal wurde vom Namen eines Landauer Bestattungshauses inspiriert. Wie auf dem Cover des Debüts Harieschaim zu sehen, trägt Gruber das Wort zudem auf seinem rechten Unterarm tätowiert.
Im September 2013 veröffentlichte Drangsal auf Soundcloud Demoaufnahmen zu den Liedern Wolpertinger und Allan Align.
2016 trat er mit Liveband im Vorprogramm von Kraftklub und Casper auf.
Das Musikvideo zur ersten offiziellen Singleauskoppelung Allan Align erregte Aufmerksamkeit in den Medien, da Jenny Elvers die weibliche Hauptrolle darin spielte.
Zum Record Store Day 2016 veröffentlichte er eine streng limitierte 7" Vinyl mit den Liedern Will ich nur dich, Zur blauen Stunde und Hinterkaifeck (All Diese Gewalt Remix). Er stellte diese danach für sechs Tage lang zum kostenlosen Download zur Verfügung.
Am 22. April 2016 erschien sein Debütalbum Harieschaim, das nach dem althochdeutschen Namen seines Heimatortes Herxheim benannt ist. Gruber produzierte es zusammen mit Markus Ganter. Im Sommer 2016 trat Drangsal mit neuer Livebesetzung auf zahlreichen Musikfestivals in Deutschland auf. Im Herbst 2016 folgte eine Headliner-Tournee durch Deutschland, Österreich und die Schweiz, die im März 2017 fortgesetzt wurde. Drangsal gewann in der Kategorie „Hoffnungsvollster Newcomer“ 2016 den Preis für Popkultur. Bei der Echoverleihung 2017 war er mit seinem Album Harieschaim in der Kategorie „Kritikerpreis national“ nominiert. Gemeinsam mit Kreator und dem Sänger der schwedischen Band Ghost war Drangsal im April 2017 als musikalischer Gast in der Sendung Circus HalliGalli zu sehen. Gruber trug während des Auftritts ein Nonnenkostüm.
Zwischen Juni und Juli 2017 moderierte Gruber beim Privatradiosender Flux FM eine eigene Sendung mit dem Titel Praxis Dr. Angsal – Die Musiksprechstunde mit Max Gruber. Gäste waren unter anderem Hendrik Otremba, Dagobert, Gurr sowie einige andere befreundete Musiker Grubers. Eine zweite Staffel folgte 2018, Grubers Gäste waren diesmal DieLochis, Dirk von Lowtzow, Annette Humpe, Ilgen-Nur und Mille Petrozza.
Im Sommer 2017 erschien die Single Keine Angst von Casper, bei der Drangsal als Gastinterpret mitwirkte. Gruber veröffentlichte 2017 zudem Songs gemeinsam mit Leslie Clio, Die Selektion und der Berliner Band "Gewalt". Der Single Boy Don’t Cry von Tokio Hotel steuerte er im Oktober 2017 einen Remix bei. 2018 remixete er gemeinsam mit Max Rieger (Die Nerven) den Song ...und ich tanz’ von Peter Heppner. Des Weiteren ist Gruber als Gast auf Stücken von Leoniden, Blond und Sam Vance-Law zu hören.
Seit dem 18. Februar 2018 ist er außerdem im Podcast Mit Verachtung zu hören, den er zusammen mit Casper führt.
Am 27. April 2018 erschien mit Zores das Nachfolgealbum zu Harieschaim. Produziert wurde es gemeinsam mit Markus Ganter und Max Rieger. Das Album stieg auf Platz 12 der deutschen Charts ein und wurde von der Presse größtenteils wohlwollend aufgefasst. So schrieb der Rolling Stone beispielsweise: „Es gibt geniale Bassläufe auf ‚Zores‘, helldunkle Melodien, Zeilen, die dank lyrischer Widerhaken im Gedächtnis bleiben, und mit ‚ACME‘ ein ungemein starkes, lärmendes Abschlussstück. […] Er ist ganz nah dran am großen, leichtfüßigen Pop-Entwurf. Und trotz aller oberflächlichen Gefälligkeit bleibt seine Musik eigensinnig und ein Stück weit unberechenbar.“ Jochen Overbeck schrieb in seiner Rezension für den Musikexpress: „Was für ein rasend interessantes Album, was für ein Typ.“
Sein drittes Album Exit Strategy erschien am 27. August 2021. Das Album wurde von Patrik Majer produziert. Die erste Single Urlaub von mir erschien am 22. April 2021. Das Album stieg auf Platz 6 der deutschen Charts ein.
Am 10. März 2022 erschien sein literarisches Debüt Doch mit autobiographischen Texten und Gedichten.
2020 gründete Drangsal zusammen mit Annette Benjamin von Hans-A-Plast, Thomas Götz von den Beatsteaks, Charlotte Brandi sowie Julian Knoth von der Band Die Nerven die Supergroup Die Benjamins. Am 28. April 2023 erschien die erste Single der Band mit dem Titel Aus Liebe. Im Juni 2023 folgte die erste nach der Band benannte sechs Songs enthaltende EP die Benjamins.
2016 gründete er gemeinsam mit Stella Sommer von Die Heiterkeit das Indie-Pop-Duo Die Mausis. Im Juni dieses Jahres coverten sie für ihren ersten gemeinsamen Song Blue Moon von Rodgers & Hart.
2017 erschien Die Mausis EP, 2018 die Single A Mausi Christmas.
Das Debütalbum In einem blauen Mond wurde 2024 beim Käsescheiben-Label veröffentlicht. Das Album stieß bei der Kritik zu einem Großteil auf Wohlgefallen. „Ein Glücksfall für den deutschen Pop“ nannte Andreas Borcholte die Band in einer Rezension für den Spiegel, Jens Balzer schrieb für Die Zeit über das Album als „die schönsten Liebeslieder des Sommers“, der Musikexpress vergab 6 von 6 Sternen.

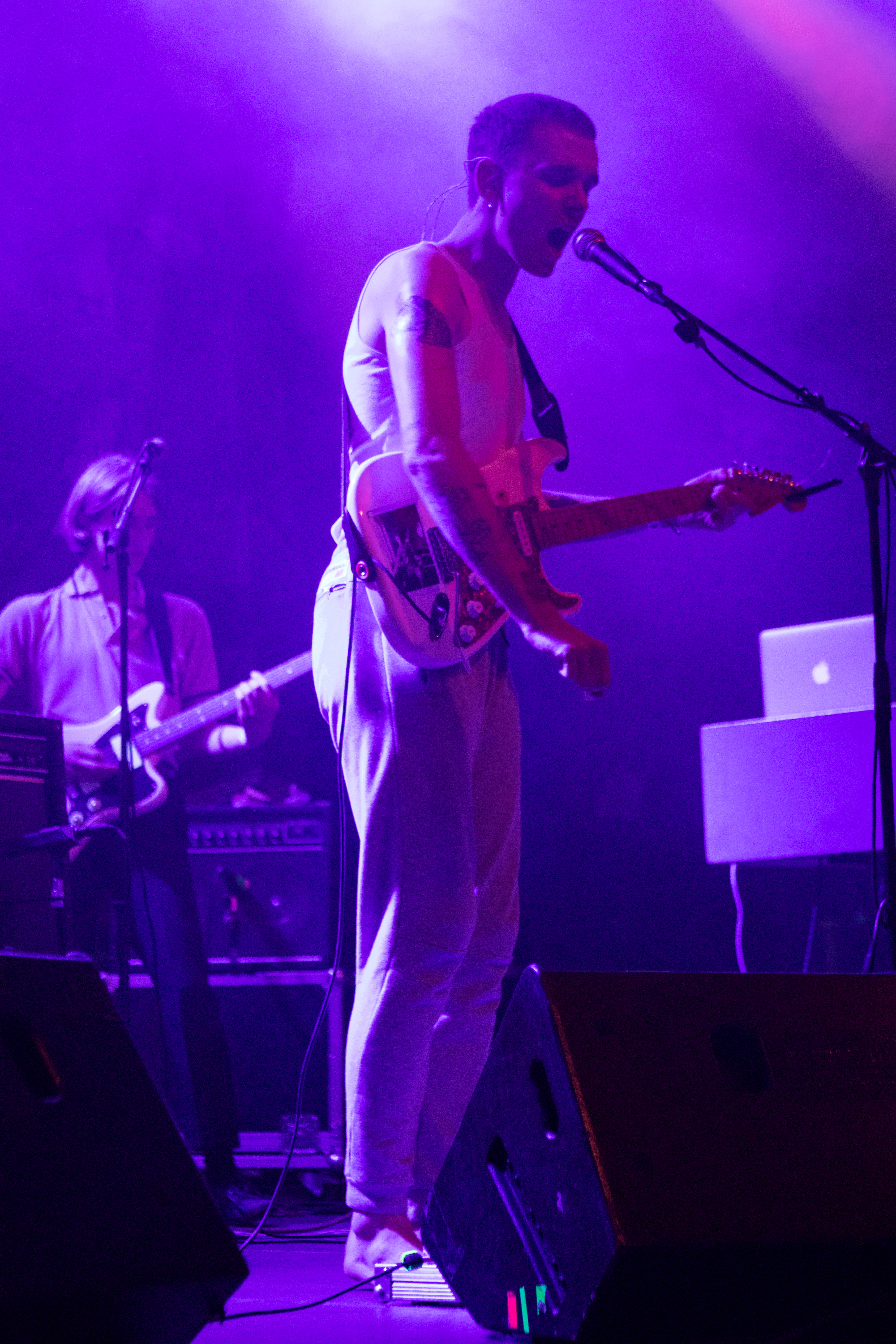
Drangsal beim WayBackWhen Festival 2017

Im März 2025 wurde die Single Ich hab von der Musik geträumt veröffentlicht. In diesem Zuge hat Max Gruber bekanntgegeben, dass das Projekt Drangsal ab nun kein Soloprojekt mehr sei, sondern fortan als Band bestehe. Die Band Drangsal besteht aus Max Gruber, Gitarrist, Produzent und Mitglied der Band Lyschko Lukas Korn und Marvin Holley. Die beiden hätten dafür gesorgt, dass sich "die zentrale Figur im Kosmos Drangsal dreigeteilt" hätte. Die Band veröffentlichte am 13. Juni 2025 ihr erstes Album "Aus keiner meiner Brücken die in Asche liegen ist je ein Phönix emporgestiegen", das von Max Rieger (Die Nerven) produziert wurde.
Sein Manager ist Stephan Rath von Die Goldenen Zitronen.

## Musikstil
Drangsals Musik ist auf seinem Debütalbum stark geprägt durch den Synthiepop und Post-Punk der späten 1970er und frühen 1980er Jahre. Inspirationen sind unter anderem Depeche Mode und The Smiths. Der Musiker selbst gibt an, unter anderem von Künstlern wie The B-52s, Prefab Sprout, XTC, Tool, The Residents und Ina Deter inspiriert worden zu sein. Zores markiert eine Wendung hin zum Indie-Rock/Pop mit wenig düsterer Klangfärbung; nur wenige Songs (etwa Arche Gruber, ACME) sind im Stil des Vorgängers gehalten. Die erste Single des Albums, Turmbau zu Babel, wurde in ihrer Melodieführung mehrfach mit den Ärzten bzw. Farin Urlaub verglichen. Drangsal selbst bestreitet, dass der Wechsel ins Deutsche auf einem Großteil des Albums maßgeblich für die neue musikalische Ausrichtung sei, da er zuvor auch schon mehrere Songs auf Deutsch veröffentlicht hatte.

## Diskografie

### Alben
- 2016: Harieschaim (Caroline International)
- 2018: Zores (Caroline International)
- 2021: Exit Strategy (Virgin Records Germany)
- 2025: Aus keiner meiner Brücken die in Asche liegen ist je ein Phönix emporgestiegen (Virgin Music Group)

### Singles
- 2016: Allan Align (Caroline International)
- 2016: Love Me or Leave Me Alone (Caroline International)
- 2016: Will ich nur dich (Caroline International)
- 2018: Turmbau zu Babel (Caroline International)
- 2018: Arche Gruber (Caroline International)
- 2018: Magst du mich (Oder magst du bloß noch dein altes Bild von mir) (Caroline International)
- 2021: Urlaub von mir (Virgin Records Germany)
- 2021: Mädchen sind die schönsten Jungs (Virgin Records Germany)
- 2021: Liedrian (Virgin Records Germany)
- 2021: Exit Strategy (Virgin Records Germany)
- 2023: Life Is A Killer (Virgin Records Germany)
- 2023: Kellerparty (Virgin Records Germany)
- 2025: Ich hab von der Musik geträumt (Virgin Records Germany)
- 2025: Bergab (Virgin Records Germany)

### Sonderveröffentlichungen
- 2016: Will Ich Nur Dich / Zur Blauen Stunde / Hinterkaifeck (All diese Gewalt Remix) (7"-Vinyl zum Record Store Day, Caroline International)
- 2023: Life Is A Killer / Kellerparty (7"-Vinyl zum Record Store Day, Virgin Records Germany)

### Weitere Veröffentlichungen

#### Die Mausis
- 2017: Die Mausis (EP, Buback)
- 2018: A Mausi Christmas (Single, Buback)
- 2024: In einem blauen Mond (Album, Käsescheiben)

#### Die Benjamins
- 2023: Die Benjamins (Album, Tomatenplatten)

Features
- 2017: Gewalt – Tier (Inacar / Fidel Bastro)
- 2017: Die Selektion – Der Himmel Explodiert feat. Drangsal (Aufnahme + Wiedergabe)
- 2017: Leslie Clio – Bad Habit feat. Drangsal (Embassy of Music)
- 2017: Casper – Keine Angst feat. Drangsal (Sony Music Entertainment)
- 2019: Search Yiu – Viele Jahre feat. Drangsal
- 2020: Blond – Sanifär Millionar CYPHER
- 2021: Sam Vance-Law – Ich will nicht älter werden feat. Drangsal (Virgin Records Germany)
- 2021: Leoniden – Boring Ideas feat. Drangsal (Two Peace Signs)
- 2022: Lyschko – Fremd feat. Drangsal (My Favourite Chords)
- 2022: Sabstian Madsen — Sei nur Du selbst feat. Drangsal (ISBESSA Musik GmbH)
- 2022: Mani Orrason — I Don't Wanna Be A Star feat. Drangsal (Groenland Records)
- 2022: das bisschen Totschlag — Lg Unlimited feat. Drangsal (Kiepe it real Records)

Remixe
- 2017: Tokio Hotel – Boy Don’t Cry (Drangsal Edit) (Starwatch Music)
- 2018: Peter Heppner – … und ich tanz’ (Drangsal’s Schwarzvolk Crossover Mix) (RCA Deutschland, Album: TanzZwang)

## Bücher
- 2022: Doch, Claassen, Berlin 2022, ISBN 978-3-546-10040-3

## Belege
1. 1 2  Chartquellen: Deutschland Österreich
2. ↑  Interview mit Pop10 auf dem Kosmonaut-Festival 2016
3. ↑  Interview mit Robin König von "Es ist Freytag" auf dem MS Dockville 2016 (ab 8:02 min)
4. ↑  DIFFUS: Drangsal im großen Interview mit Manuel Möglich zu "Zores" - DIFFUS TITELSTORY auf YouTube, 26. April 2018, abgerufen am 25. Februar 2024 ((ab 31:45 min); Laufzeit: 71:07 min).
5. ↑  Britta Helm: Abgrenzung für alle - Warum wir Drangsal brauchen
6. ↑  Stageload – Interview mit Drangsal (Memento vom 12. Juli 2018 im Internet Archive)
7. ↑  Soundcloud-Profil von Drangsal
8. ↑  Musikvideo: Allan Align
9. ↑  Laura S.: Jenny Elvers: Sündige Küsse im „Drangsal“-Musikvideo. Promiflash, abgerufen am 27. Oktober 2017.
10. ↑  Ina Michaelis-Ugwonno: Jenny Elvers Als Video-Girl: Verbotene Küsse in der Kirche. Bild, abgerufen am 27. Oktober 2017.
11. ↑  Intro Magazin: Drangsal verschenkt Musik vom Record Store Day (Memento vom 20. April 2016 im Internet Archive)
12. ↑  Neuer Musikpreis – Alternative für Pop-Deutschland. Spiegel, abgerufen am 27. Oktober 2017.
13. ↑  Kreator (feat. Ghost & Drangsal) - Satan Is Real | Circus HalliGalli | ProSieben auf YouTube
14. ↑  Praxis Dr. Angsal Staffel 1 | Die Musiksprechstunde mit Max Gruber. In: fluxfm.de. Archiviert vom Original (nicht mehr online verfügbar); abgerufen am 13. Juni 2021.
15. ↑  FluxMusic: Praxis Dr. Angsal | Die Musiksprechstunde mit Max Gruber. Archiviert vom Original (nicht mehr online verfügbar); abgerufen am 2. November 2021.
16. ↑  Casper - Keine Angst feat. Drangsal (official video) auf YouTube
17. ↑  Boy Don't Cry - Drangsal Edit - Tokio Hotel (Official) Video auf YouTube
18. ↑  Mit Verachtung - Der Podcast von Casper & Drangsal. In: DIFFUS. Abgerufen am 2. November 2021.
19. ↑  All Diese Gewalt im Interview: „Es sollte immer nach einer fiktiven Band klingen“. In: Diffus Magazin. 21. September 2016 (diffusmag.de [abgerufen am 17. Januar 2017]).
20. ↑  Review: Drangsal - Zores. In: Rolling Stone. (rollingstone.de [abgerufen am 7. Mai 2018]).
21. ↑  DIFFUS: Record Store Day 2021, Neue Drangsal-Single (inklusive Statement) uvm. - DIFFUS NEWS PODCAST auf YouTube, 11. Juni 2021, abgerufen am 25. Februar 2024 (Laufzeit: 16:06 min).
22. ↑  Drangsal veröffentlicht neue Single „Urlaub von mir“ und kündigt Album für August an. 22. April 2021, abgerufen am 23. April 2021.
23. ↑  Offizielle Deutsche Charts - Offizielle Deutsche Charts. Abgerufen am 2. November 2021.
24. ↑  Drangsal - Doch × NEØLYD ― Magazin für Popkultur. Abgerufen am 11. März 2022.
25. ↑  Ben Schiwek: Die Benjamins: Neue Supergroup aus Drangsal, Annette Benjamin, Die Nerven und mehr. In: DIFFUS. 28. April 2023, abgerufen am 28. April 2023.
26. ↑  Die Benjamins - Die Benjamins Review. In: Website Away from Life. Abgerufen am 18. Juni 2023.
27. ↑  Die Mausis - Blue Moon. Abgerufen am 24. September 2024.
28. ↑  Die Mausis - MusikBlog - Künstler. In: MusikBlog. Abgerufen am 5. Dezember 2024.
29. ↑  Andreas Borcholte: Neues Album »In einem blauen Mond« von Popduo Die Mausis: Die lustigen Mausikanten – Kurzkritik. In: Der Spiegel. 23. August 2024, ISSN 2195-1349 (spiegel.de [abgerufen am 4. Dezember 2024]).
30. ↑  Die Mausis :: IN EINEM BLAUEN MOND. In: Musikexpress. 16. August 2024, abgerufen am 4. Dezember 2024.
31. ↑  Nele Marggraf: Gruber killt Drangsal, auf visions.de
32. ↑  Interview auf dem MS Dockville-Festival 2016 (ab 4:02 min)

| Personendaten    | Personendaten                                                            |
| ---------------- | ------------------------------------------------------------------------ |
| NAME             | Drangsal                                                                 |
| ALTERNATIVNAMEN  | Gruber, Max (wirklicher Name)                                            |
| KURZBESCHREIBUNG | deutscher Sänger, Songschreiber, Multiinstrumentalist und Schriftsteller |
| GEBURTSDATUM     | 4. August 1993                                                           |
| GEBURTSORT       | Kandel                                                                   |